# Grand Prix de Wallonie 2016
La 57e édition du Grand Prix de Wallonie a eu lieu le 14 septembre 2016. Elle fait partie du calendrier UCI Europe Tour 2016 en catégorie 1.1.

## Présentation

### Organisation
Depuis 2003, le Grand Prix de Wallonie est organisé par TRW'Organisation, organisateur du Tour de la Région wallonne (devenu depuis le Tour de Wallonie). Ce changement de propriétaire est l'occasion d'une modification du parcours de la course et de sa date : elle a lieu en septembre depuis 2003, et non plus en mai,.

### Parcours
Le départ est donné comme depuis l'édition précédente dans le village de Beaufays. L'arrivée a lieu au sommet de la citadelle de Namur.

### Équipes
Classé en catégorie 1.1 de l'UCI Europe Tour, le Grand Prix de Wallonie est par conséquent ouvert aux UCI WorldTeams dans la limite de 50 % des équipes participantes, aux équipes continentales professionnelles, aux équipes continentales et aux équipes nationales.
Dix-huit équipes participent à ce Grand Prix de Wallonie : cinq équipes UCI ProTeams, six équipes continentales professionnelles et sept équipes continentales.
Pour la première fois, quatre membre de la famille De Winter sont réunis sur une même course : Ludwig, coureur chez Wallonie Bruxelles-Group Protect, son père Gautier De Winter, directeur sportif chez Verandas Willems, son frère Gordon et son cousin Hugo, coureurs chez Color Code-Arden'Beef.
| WorldTeams (5)- Lotto-Soudal - AG2R La Mondiale - Etixx-Quick Step - FDJ - IAM Cycling Équipes continentales professionnelles (6)- Cofidis, Solutions Crédits - Fortuneo-Vital Concept - Roompot-Oranje Peloton - Stölting Service Group - Topsport Vlaanderen-Baloise - Wanty-Groupe Gobert Équipes continentales (7)- Color Code-Arden'Beef - Crelan-Vastgoedservice - Roubaix Métropole européenne de Lille - T.Palm-Pôle Continental Wallon - Veranclassic-Ago - Verandas Willems - Wallonie Bruxelles-Group Protect |
| |

## Classements

### Classement final
La course est remportée par Tony Gallopin (Lotto-Soudal).
| \| Classement général \| Classement général \| Classement général \| Classement général \| Classement général \| \| Coureur \| Coureur \| Pays \| Équipe \| Temps \| \| ------------------ \| ------------------- \| ------------------ \| -------------------------------- \| ------------------ \| \| 1er \| Tony Gallopin \| France \| Lotto-Soudal \| 5 h 06 min 17 s \| \| 2e \| Petr Vakoč \| Tchéquie \| Etixx-Quick Step \| + 0 s \| \| 3e \| Jérôme Baugnies \| Belgique \| Wanty-Groupe Gobert \| + 1 s \| \| 4e \| Huub Duyn \| Pays-Bas \| Roompot-Oranje Peloton \| + 1 s \| \| 5e \| Nicolas Edet \| France \| Cofidis, Solutions Crédits \| + 1 s \| \| 6e \| Tiesj Benoot \| Belgique \| Lotto-Soudal \| + 4 s \| \| 7e \| Baptiste Planckaert \| Belgique \| Wallonie Bruxelles-Group Protect \| + 4 s \| \| 8e \| Rasmus Guldhammer \| Danemark \| Stölting Service Group \| + 4 s \| \| 9e \| Jonathan Hivert \| France \| Fortuneo-Vital Concept \| + 4 s \| \| 10e \| Fabian Wegmann \| Allemagne \| Stölting Service Group \| + 4 s \| |                     |           |                                  |                 |
| |                     |           |                                  |                 |
| Source : ProCyclingStats |                     |           |                                  |                 |
| Classement général |                     |           |                                  |                 |
| Coureur | Coureur             | Pays      | Équipe                           | Temps           |
| 1er | Tony Gallopin       | France    | Lotto-Soudal                     | 5 h 06 min 17 s |
| 2e | Petr Vakoč          | Tchéquie  | Etixx-Quick Step                 | + 0 s           |
| 3e | Jérôme Baugnies     | Belgique  | Wanty-Groupe Gobert              | + 1 s           |
| 4e | Huub Duyn           | Pays-Bas  | Roompot-Oranje Peloton           | + 1 s           |
| 5e | Nicolas Edet        | France    | Cofidis, Solutions Crédits       | + 1 s           |
| 6e | Tiesj Benoot        | Belgique  | Lotto-Soudal                     | + 4 s           |
| 7e | Baptiste Planckaert | Belgique  | Wallonie Bruxelles-Group Protect | + 4 s           |
| 8e | Rasmus Guldhammer   | Danemark  | Stölting Service Group           | + 4 s           |
| 9e | Jonathan Hivert     | France    | Fortuneo-Vital Concept           | + 4 s           |
| 10e | Fabian Wegmann      | Allemagne | Stölting Service Group           | + 4 s           |